# (14222) 1999 WS1
(14222) 1999 WS1 est un astéroïde aréocroiseur découvert en 1999.

## Description
(14222) 1999 WS1 a été découvert le 25 novembre 1999 à Višnjan, une municipalité située dans le comitat d'Istrie en Croatie, par Korado Korlević.

### Caractéristiques orbitales
L'orbite de cet astéroïde est caractérisée par un demi-grand axe de 3,10 UA, un périhélie de 1,41 UA, une excentricité de 0,54 et une inclinaison de 17,18° par rapport à l'écliptique. Du fait de ces caractéristiques, à savoir un demi-grand axe inférieur à 3,2 UA et un périhélie compris entre 1,3 et 1,666 UA, il croise l'orbite de Mars et est classé, selon la JPL Small-Body Database, comme astéroïde aréocroiseur (aréo venant de Arès).

### Caractéristiques physiques
(14222) 1999 WS1 a une magnitude absolue (H) de 14,0 et un albédo estimé à 0,337.